# Масатепе
Масате́пе (исп. Masatepe) — город и муниципалитет в западной части Никарагуа, на территории департамента Масая.

## Географическое положение
Расположен примерно в 50 км от столицы страны, города Манагуа (по автомобильной дороге). Абсолютная высота — 453 метра над уровнем моря.

## Население
По данным на 2013 год численность населения города составляет 16 367 человек.
Динамика численности населения города по годам:
| 1971  | 1995   | 2000   | 2005   | 2013   |
| ----- | ------ | ------ | ------ | ------ |
| 7 181 | 13 924 | 18 045 | 15 482 | 16 367 |